# مايكل كوخ (ممثل)
مايكل كوخ هو كاتب سيناريو ومونتير ومخرج وممثل سويسري، ولد في 2 يوليو 1982 بلوسرن في سويسرا.

## وصلات خارجية
- مايكل كوخ على موقع IMDb (الإنجليزية)
- مايكل كوخ على موقع ألو سيني (الفرنسية)
- مايكل كوخ على موقع قاعدة بيانات الفيلم (الإنجليزية)
- مايكل كوخ على موقع كينوبويسك (الروسية)